# Timorlorikit
Timorlorikit (Trichoglossus euteles) är en fågel i familjen östpapegojor inom ordningen papegojfåglar.

## Utbredning och systematik
Fågeln förekommer i Små Sundaöarna på Timor och näraliggande öar från Lomblen till Babaröarna. Den behandlas som monotypisk, det vill säga att den inte delas in i några underarter.

## Status
Arten har ett begränsat utbredningsområde, men beståndet anses vara stabilt. IUCN kategoriserar arten som livskraftig.

## Bilder

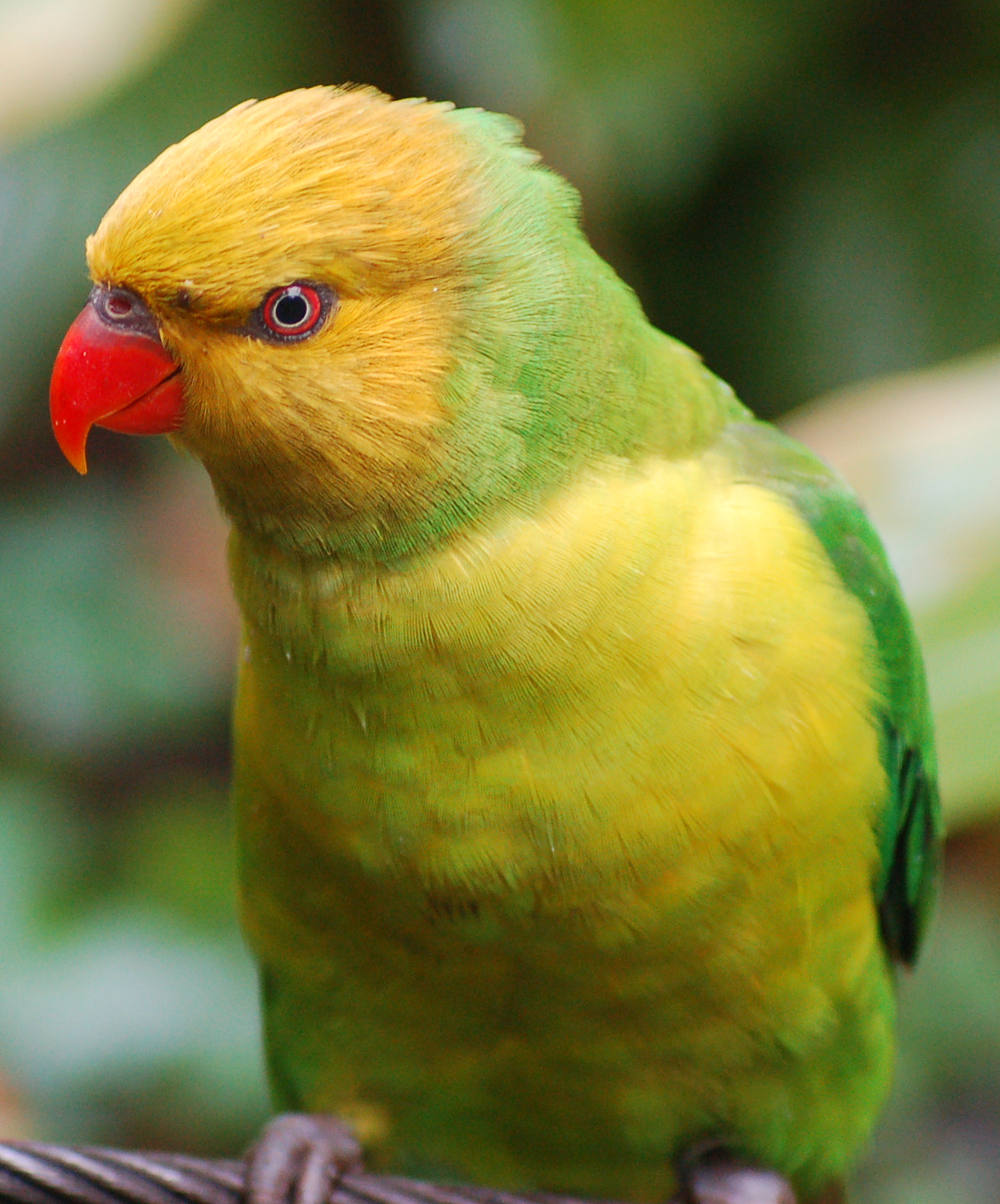
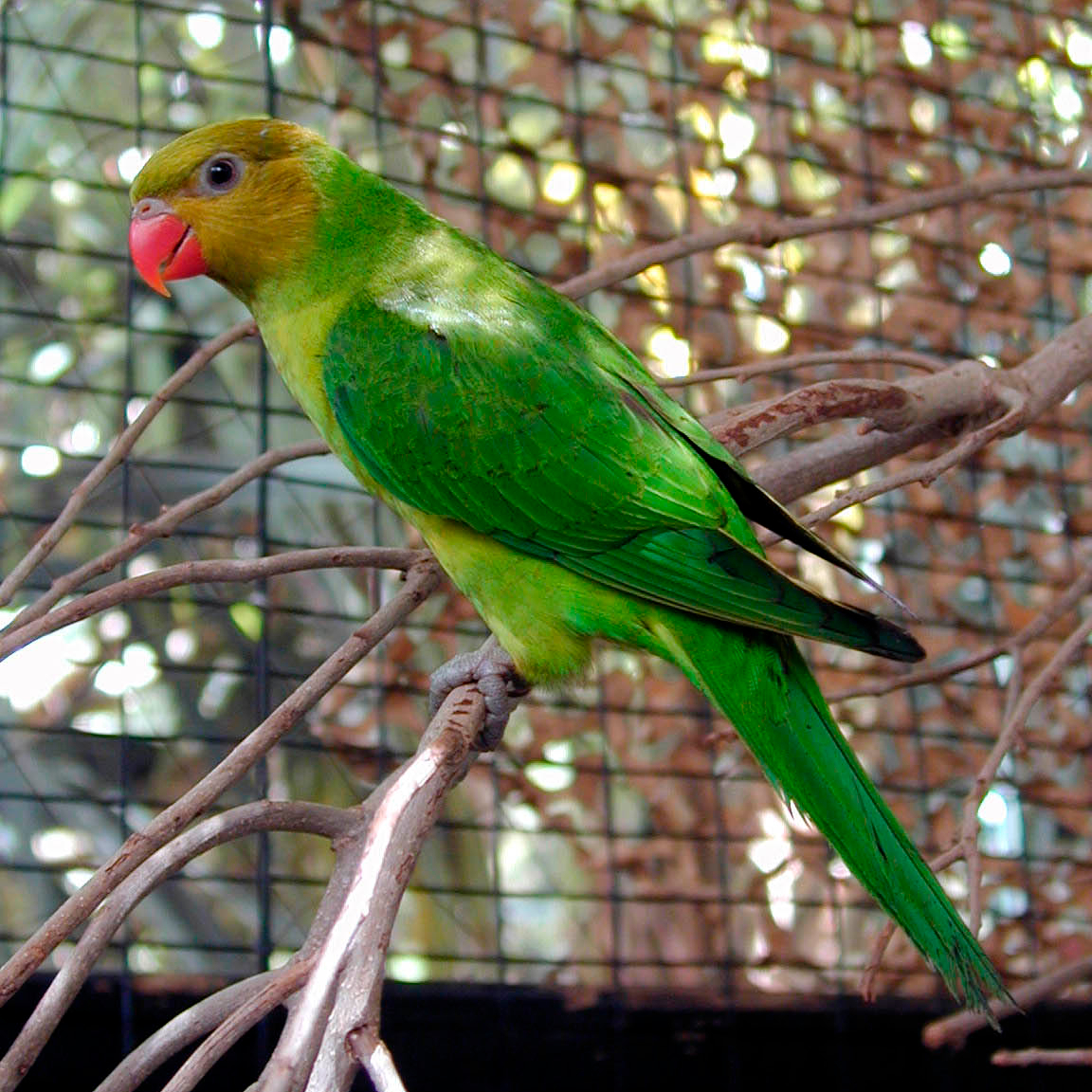
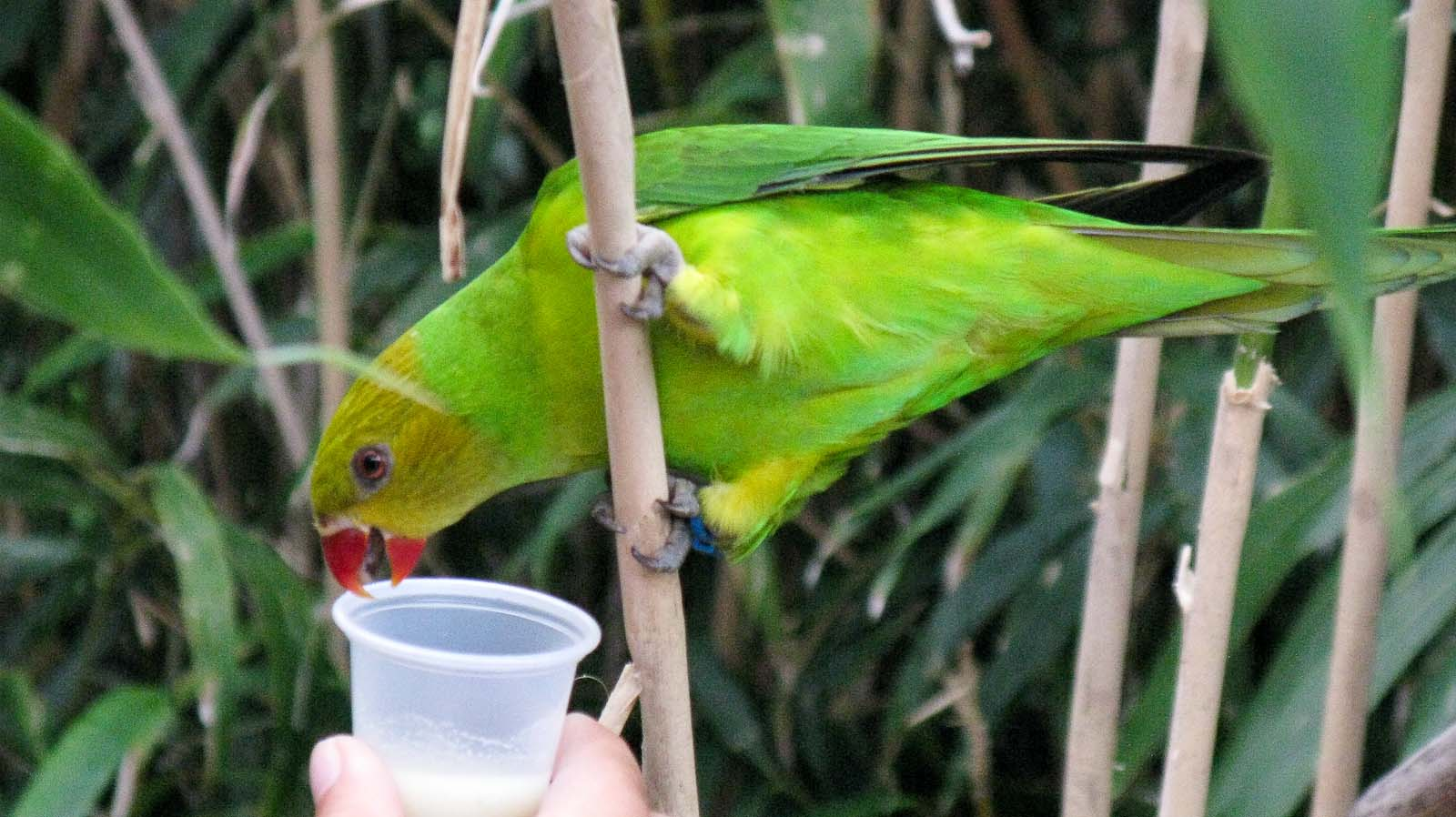
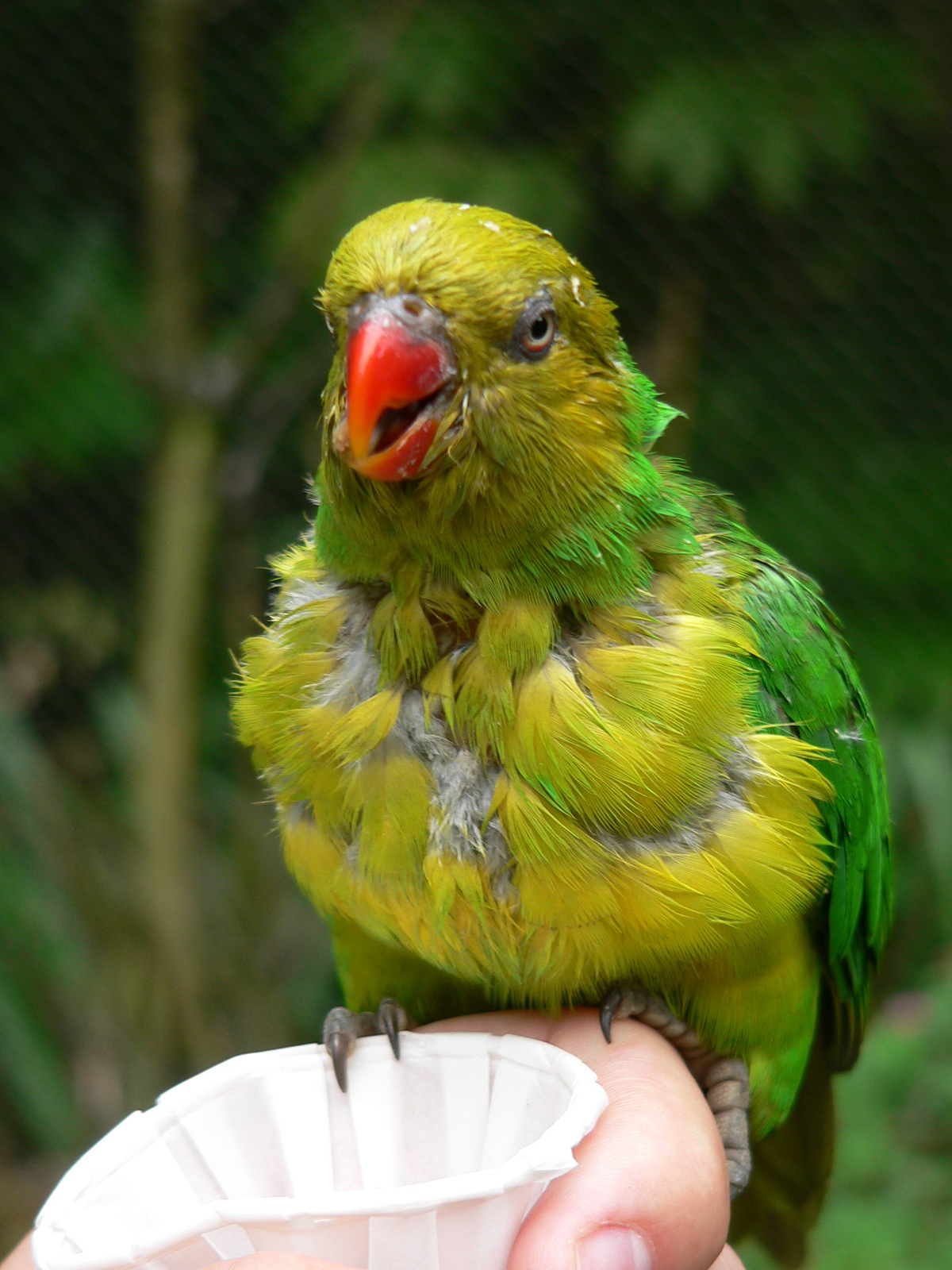